# La família Robinson
La família Robinson (家族ロビンソン漂流記 ふしぎな島のフローネ, Kazoku Robinson Hyōryūki Fushigi na Shima no Furōne) és una sèrie d'anime produïda per la Nippon Animation. La història està vagament basada en la novel·la Der Schweizerische Robinson ('El Robinson suís') de Johann David Wyss. Va ser emesa al Japó al 1981 dins del contenidor infantil Sekai Meisaku Gekijō i va ser el primer anime a emetre's en català l'any 1984, quan es va emetre pel Circuit Català de TVE.

## Argument
En un llarg viatge en vaixell des de Suïssa a Austràlia, una família pateix un naufragi; per sort, el vaixell s'estanca a unes roques al mar i poden sobreviure. Els membres de la família Robinson són els únics sobrevivents i afortunadament troben una illa deserta que des de llavors es converteix en la seva nova llar. Lluny de la civilització, la família Robinson ha de valdre's de tot el que puguin trobar a l'illa per tal de sobreviure. El pare, un metge suís amb gran coneixement, sap el necessari sobre el món salvatge per a guiar a la seva esposa i fills, com ajudar-los a fabricar tota mena d'utensilis necessaris. Passat un temps poden fabricar-se una casa gran a la copa d'un arbre que els aporta un lloc a on dormir i protegir-se de visites indesitjades a la nit. Cada membre de la família treu forces d'aquesta experiència fins al dia en què podran continuar el seu viatge.

## Adaptació
El personatge de Flone no existeix a la novel·la original. Allà família Robinson consisteix únicament de pare, mare, i quatre fills (cap filla). Probablement, el personatge de Flone va ser creat en aquesta versió per atreure a més noies com a espectadors. També es canvia el nom del germà gran de Fritz a "Franz" i el personatge de Jack té tres anys en lloc de deu.

## Doblatge
| Personatge          | Japonès             | Català                |
| ------------------- | ------------------- | --------------------- |
| Flone Robinson      | Yoshiko Matsuo      | Teresa Soler          |
| Franz Robinson      | Tōru Furuya         | Jaume Nadal           |
| Jack Robinson       | Makoto Kōsaka       | Júlia Otero           |
| Dr. Ernest Robinson | Katsuhiko Kobayashi | Jaume Comas           |
| Anna Robinson       | Michiko Hira        | Àngels Gonyalons      |
| Capità Morton       | Ichirō Naga         | Vicenç Manel Domènech |
| Tom Tom             | Yoku Shioya         | Francesc Figuerola    |
| Emily               | Kaoru Kurosu        | Vicky Martínez        |